# Liste des évêques d'Ekiti
La liste des évêques d'Ekiti récense les noms des évêques qui se sont succédé sur le siège épiscopal d'Ekiti, au Nigeria, depuis la fondation du diocèse d'Ado-Ekiti le 30 juillet 1972, par détachement du diocèse d'Ondo. Le diocèse prend la dénomination de diocèse d'Ekiti (Dioecesis Ekitiensis) le 11 décembre 1972.

## Sont évêques
- 30 juillet 1972-17 avril 2010 : Michaël Fagun (Michaël Patrick Olatunji Fagun)
- depuis le 17 avril 2010 : Félix Ajakaye (Félix Femi Ajakaye)

## Sources
- (en) Fiche du diocèse sur catholic-hierarchy.org